# West Pelton
West Pelton är en by i civil parish Urpeth, i kommunen Durham i grevskapet Durham, i England. Byn är belägen 11 km från Durham. Byn hade 678 invånare år 2021.